# Fernão Lopes
Fernão Lopes   (Lisboa, c. 1385 (Gregorià) - Lisboa, c. 1458) fou un escrivà i cronista oficial del Regne de Portugal i el quart guàrdia major de la Torre do Tombo.
Es desconeix bona part de la seua vida. Segurament de classe baixa, va rebre carta de noblesa pels serveis prestats a la corona. Hereu de tradicions clàssiques, es va distingir dels seus predecessors per donar gran importància a l'anàlisi crítica de la història i per la comprovació documental dels fets, relatant-los amb veracitat i objectivitat, esporgant les opinions parcials, les exageracions retòriques i les llegendes. També de manera innovadora va mostrar el poble pla com un important agent de la història, minimitzant el protagonisme quasi exclusiu de reis i nobles. Per això, es considera un renovador del gènere de la crònica històrica, un dels precursors de la historiografia científica i fundador de la historiografia portuguesa. També tenia un vast coneixement intel·lectual, una sensibilitat humanista i un estil literari àgil basat en l'oralitat i en l'univers popular, sense descartar referències erudites, característiques que en fan la figura més important de la literatura portuguesa medieval. De les seues variades obres, amb prou feines es conserven les cròniques dels reis Pere I, Ferran I i Joan I de Portugal.

## Biografia
Sobre la vida de Fernão Lopes se sap molt poc i amb poques certeses. Sembla que nasqué a Lisboa entre 1380 i 1390 i que va rebre educació en l'Estudo Geral, malgrat un probable origen familiar artesà. El registre més antic sobre la seua vida és un document amb data de 1418 que testifica que Fernão Lopes exercia com a escrivà de l'infant Eduard i guàrdia major de la Torre del Tombo, càrrec d'alta confiança que consistia a conservar els arxius de l'estat. Figura al 1419 com a «escriba dels llibres» de Joan I de Portugal i aquest mateix any l'infant Eduard li encomanà redactar una crònica dels fets i gestes dels reis portuguesos. En una reial cèdula de 1422 apareix amb la funció d'escrivà de la puritat de l'infant Ferran.
Poc després de pujar al tron al 1433, el reiEduard I li concedeix una renda vitalícia de catorze mil rals anuals, com recompensa pels serveis prestats i pels que encara prestaria, entre aquests: escriure la Crònica de Portugal des dels primers reis fins a l'època de rei Joan I. Eduard I li concedeix també una carta de noblesa i el títol de vassall del rei. Al 1437 apareix com a notari major del regne, tot i que segons Teresa Amado ja exercia aquesta funció abans d'entrar en el servei de la cort. Continua com a cronista oficial durant la regència de l'infant Pere i el govern del rei Alfons V. Al 1443 és comminat a acabar la primera part de la Crònica de D. João I, i al 1448 Alfons V nomena Gomes Eanes de Azurara cronista oficial del regne en el seu lloc, però pel que sembla Lopes continuà un temps treballant amb el seu successor. Va romandre, però, com a guàrdia major del Tombo.
Al 1454, per la seua edat avançada, el jubilen de les funcions de guàrdia major de la Torre do Tombo, i el substitueix Azurara. La darrera dada coneguda sobre Fernão Lopes prova que encara vivia al 1459, quan va contestar els drets d'un net il·legítim a la seua herència. La data de la seua mort és incerta. Segons la informació que apareix en el prefaci de la Crònica del rei Pere I, escrit per Luciano Cordeiro, després de deixar la funció de guàrdia major, Fernão Lopes visqué encara cinc anys més i va morir amb uns vuitanta anys.
Fernão Lopes es casà amb una tia de la dona del sabater Diogo Afonso, i tingueren un fill, Martinho, que fou «físic» (metge) de l'infant Ferran. Martinho tingué un fill il·legítim, Nuno Martins.
De les cròniques que escrigué sobre la història de Portugal només se'n conserven tres identificades amb seguretat: la Crònica de D. Pere, la Crònica de D. Ferran i la Crònica de D. João I. La Crònica de 1419, un conjunt de relats sobre els set primers reis de Portugal se sol reconéixer també com a obra seua. Molt més contestada i poc probable és l'autoria de la Crònica de D. Alfons IV, de la Crònica de D. Alfons III o de D. Sanç II i de la Crònica del Comte D. Henrique. La seua autoria de la Crònica del Condestável, que fou defensada durant un temps, hui està desacreditada.

## Context històric

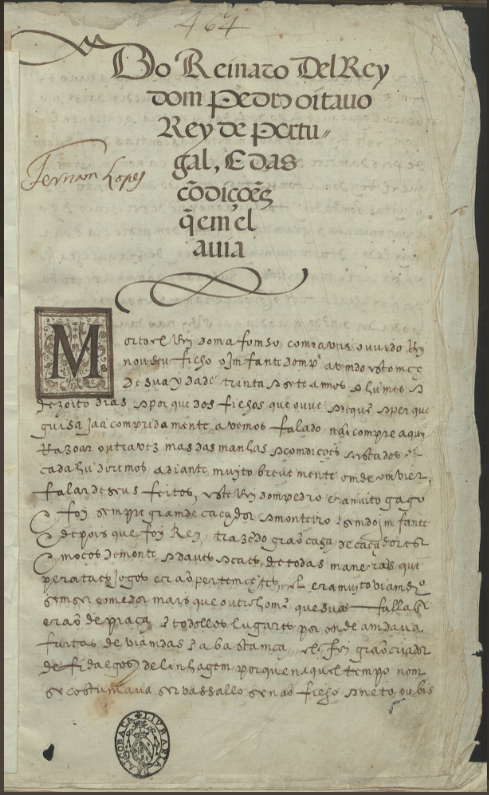
Primera pàgina d'una còpia manuscrita de les Cròniques de D. Pere I, D. Ferran i D. João I

Fernão Lopes es forma en un context proper a fets recents en la memòria dels portuguesos. Els més significatius en són: la crisi de 1383-1385 i la batalla d'Aljubarrota (1385). El primer esdeveniment fou un colp successori «amb el suport dels llauradors, comerciants, alguns membres de la noblesa i ordes religiosos, sobretot franciscans», que assegurà la pujada del mestre d'Avís, Joan I, al tron. Aquest n'eixí enfortit com a rei de Portugal amb el reconeixement de la legitimitat de la dinastia avisina amb la signatura del tractat de Windsor (1386) entre Portugal i Anglaterra, i de les seues noces amb Felipa de Lancaster.
Al rei «triat» i proper al poble, Joan I, li succeí un rei més aliat de l'aristocràcia, Eduard I. El poder feudal dels fills de Joan I augmentà i amb ell el predomini nobiliari, que s'havia vist fortament sacsejat per la crisi de la independència. Després es van produir la guerra civil com a conseqüència de la mort d'Eduard I, la insurrecció de Lisboa contra la reina vídua Elionor d'Aragó i l'elecció de l'infant Pere per aquesta ciutat, i poc després per les corts, per al càrrec de defensor i regent del regne, en circumstàncies molt semblants a les que havien portat el mestre d'Avís al mateix càrrec i poc després al tron al 1383-1385.
Així, Fernão Lopes entra en contacte amb testimonis dels esdeveniments, i els relatat en la seua obra de 1443, Crònica de D. João I. Pot consultar els protagonistes implicats en la resistència contra Castella i en la pau signada l'any 1411 amb el mateix regne, pel tractat d'Ayllón, ratificat al 1423. A causa d'aquesta conjuntura política i social, Fernão Lopes és designat, per Eduard I, per escriure les gestes de la dinastia Avís.

## Obra

### Antecedents
El gènere de la crònica històrica enfonsa les arrels en el temps. En l'edat mitjana, amb el començament de la formació de poderosos regnes europeus, la reialesa desitja que les seues conquestes s'immortalitzen, i reprén l'antiga tradició de les cròniques oficials, en què era difícil distingir fets de mites i afers d'estat d'interessos privats de la noblesa, fent la narrativa històrica un projecte polític, manipulant els fets perquè es creàs la «veritat» més convenient per als detentors del poder. Al segle xiii el gènere estava en auge, sobretot a França, on havien començat la moda de les "grans cròniques", que enllaçaven amb llenguatge retòric l'origen dels reis francesos amb la mítica Troia. Segons Teresa Amado, el que s'esperava del cronista medieval es revela explícitament en l'encàrrec fet a Lopes per Eduard I: «posar en crònica les històries dels antics reis que de Portugal antany van ser, així com els grans i alts fets del molt virtuós i de grans virtuts del meu senyor i pare».
Alhora, aquells relats presentaven un model de conducta ideal per als nobles, basat en l'ètica de la cavalleria, del cristianisme i de l'amor cortés: volien ser obres moralitzadores i didàctiques. La tradició oral i la simple recopilació de dades tenien un pes enorme en aquesta literatura d'encàrrec i la comprovació documental, així com una anàlisi vertaderament crítica dels fets, n'eren aspectes poc rigorosos. El model francés fou influent en els orígens de la literatura portuguesa en general i específicament en l'obra de Fernão Lopes, així com l'espanyol per les cròniques alfonsines i altres produccions, com la de Pedro López de Ayala, tot i que Lopes, influït pels clàssics i per un context específic, i optant per l'objectivitat, verificabilitat i economia, fa avanços importants en relació amb els predecessors. En paraules d'António José Saraiva:
| « | Em Portugal chegava-se a um momento crítico. A guerra da independência, colocando face a face a velha aristocracia do sangue e os burgueses das grandes cidades, originou a derrocada dos antigos quadros sociais e deu acesso a uma nova aristocracia de interesses económicos e morais inteiramente novos. Fernão Lopes é o cronista da nova aristocracia, que ainda então se não constituíra em classe fechada, mas estava presa à revolução colectiva que lhe dera o acesso ao poder. Durante um momento parece que a nação ganha voz e consciência literária nas obras do cronista. Há entre ele e o 'povo' a quem se dirige um sincronismo muito claro. E aquela amaneirada poesia de sala, a linguagem cheia de jogos e subtilezas que se falava na corte de D. Dinis, ou os amores perfeitos dos cavaleiros andantes que entretêm a corte de D. Fernando, andam emigrados pelas cortes de Castela e Aragão. Na corte de D. Duarte, uma literatura grave, máscula e prosaica, acompanha as crônicas de Fernão Lopes. Também os costumes são outros: a gravidade conjugal sucede aos devaneios de D. Dinis e aos amores romanescos de D. Pedro e de D. Fernando. | A Portugal s'estava assolint un moment crític. La Guerra de la independència, que enfrontava la vella aristocràcia de ranci llinatge i els burgesos de les ciutats, suposà la caiguda dels antics estrats socials i donà accés a una nova aristocràcia d'interessos econòmics i morals totalment nous. Fernão Lopes és el cronista de la nova noblesa, que tot i no ser una classe tancada, sí que era presa de la revolució col·lectiva que li havia donat accés al poder. Durant un breu lapse, semblava que la nació guanyà veu i consciència literària en les obres del cronista. Hi ha entre ell i el «poble» a qui s'adreça una coincidència molt clara. I aquella afectada poesia de sala, el llenguatge ple de jocs i subtileses que es parlava en la cort del rei Dionís o els amors perfectes dels cavallers errants que entretenien la cort del rei Ferran, emigren a les corts de Castella i Aragó. En la cort del rei Eduard, una literatura greu i prosaica acompanya les cròniques de Fernão Lopes. També n'han canviat els costums: la importància del matrimoni succeeix els coqueteigs del rei Dinis i els amors novel·lescs dels reis Pere i Ferran. | » |

Com era habitual, Lopes moltes voltes no citava les seues fonts, però entre les que més utilitzà hi havia la Crònica do Condestável, les obres de Pedro López d'Ayala i la crònica en llatí del Dr. Christophorus sobre el regnat de Joan I.

### Característiques generals

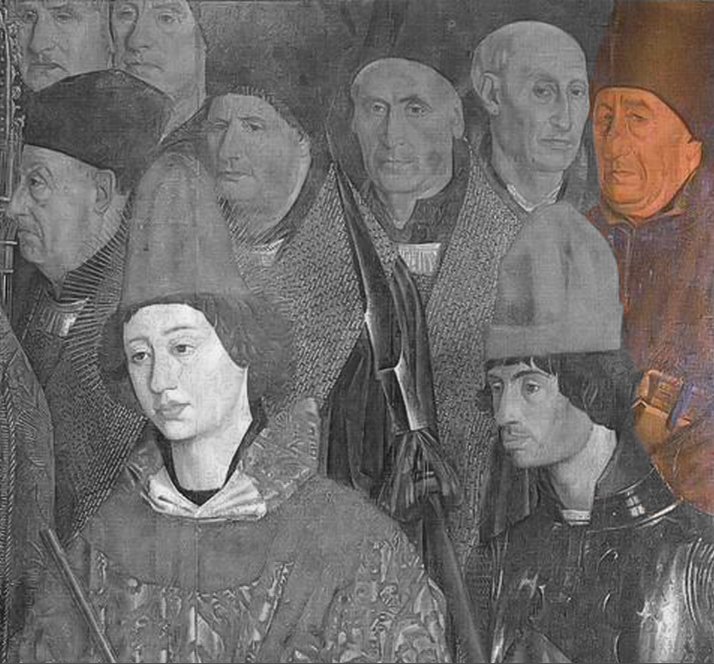
Fernão Lopes en el «Panell de l'Arquebisbe», pertanyent als Panells de Sant Vicent de Lisboa, atribuïts a Nuno Gonçalves (s. XV)

Fernão Lopes es considera un cronista historiador que redimensionà el gènere cronístic en limitar la narrativa tradicional panegírica. Per la crisi dels valors tradicionals, propiciats per l'anomenada "revolució d'Avís", Fernão Lopes s'allunya de les formes tradicionals panegíriques del gènere cronístic, per entendre que serien insuficients «per a explicitar un nou ordre distint del senyorial vigent", i creà espais autònoms de narrativa històrica amb una metodologia que permetés arribar a una «veritat nua». Amb aquesta metodologia Fernão Lopes "ordenà la història» de manera cronològica, buscà una jerarquia explicativa per als fets. Com a cronista assumí una posició d'autoritat, de distanciament i independència, atributs capaços de detectar i controlar el subjectivisme dels discursos (mundanal afeiçom) i, així, arribar a la «veritat nua». Establí també una jerarquia de pes historiogràfic per als fets, avaluant allò que pagava la pena o no narrar i privilegiant la descripció d'allò que feia la història més ordenada i entenedora, evitant perdre's en foteses i detalls que distrauen. Més que cercar la veritat —donant-hi gran importància al testimoniatge documental—, es col·locava en la posició d'intèrpret privilegiat dels fets, qui desfeia les contradiccions entre les fonts i esclaria per a la posteritat el vertader sentit i propòsit de l'encadenament dels fets històrics, descartant per mentideres, parcials o fantasioses les versions divergents de la seua. En paraules d'Oscar Lopes i Saraiva: 
| « | Como Guarda-mor da Torre do Tombo, Fernão Lopes tinha ao seu alcance os arquivos do Estado, circunstância de que soube utilizar-se, transcrevendo, resumindo e aproveitando a correspondência diplomática, as disposições legais, os capítulos das Cortes, e outra documentação que enriqueceu ainda examinando fora da Torre do Tombo: os cartórios das igrejas e lápides de sepulturas. […] O primeiro cronista português pode, assim, ser chamado também com justiça o primeiro, em data, dos historiadores portugueses, isto é, o primeiro que, não se limitando a compilar, vai investigar os fatos nas suas fontes documentais e submete a tradição a uma análise crítica. | Com a guàrdia major de Torre do Tombo, Fernão Lopes tenia a l'abast els arxius de l'estat, circumstància que sabé utilitzar, transcrivint, resumint i aprofitant la correspondència diplomàtica, les disposicions legals, les decisions de la cort i qualsevol documentació que enriquí, fins i tot investigant fora de la Torre do Tombo: els arxius de les esglésies i làpides de sepultures. […] El primer cronista portugués pot ser considerado també de manera justa el primer dels historiadors portuguesos, és a dir, el primer que no es limità a recopilar, sinó que investigà els fets amb les fonts documentals i sotmeté la tradició a una anàlisi crítica. | » |

Malgrat haver estat designat oficialment per elaborar una història portuguesa, la seua historiografia no és sols lusa. L'autor, tot i que utilitze el rei com a centre de la història, demostra un gran interés pel poble pla, i el col·loca com un important protagonista en les transformacions socials de Portugal, a més de treballar de manera nova aspectes psicològics, econòmics i humanistes que influeixen en el rumb històric. El gran espai que va concedir al poble en les seues cròniques, moltes voltes identificant-s'hi i considerant-lo l'expressió de l'esperit portugués més autèntic, es reflecteix també en l'estil: arrela la seua escriptura en l'expressió oral col·loquial i en l'univers popular. Li dona prestigi a la llengua vernacla quan la majoria dels texts erudits s'escrivien en llatí i fou un representant del «saber popular», però ja en la seua època començava a sorgir un nou tipus de saber de caràcter eruditoacadèmic, humanista, universalista, d'estil clàssic, del qual seria un pioner a Portugal. Tanmateix, ell mateix diu que en les seues pàgines no es troba la bellesa dels mots, sinó la nuesa de la veritat. Malgrat això, la seua prosa directa, àgil i plena d'encís, la seua capacitat d'evocar escenes complexes i agitades i de capturar l'atenció lectora, la seua comprensió del drama humà, converteixen les seues cròniques en obres mestres de la literatura medieval portuguesa; malgrat la distància dels segles continuen sent encara hui llegibles, i creen fascinació en llecs i especialistes.

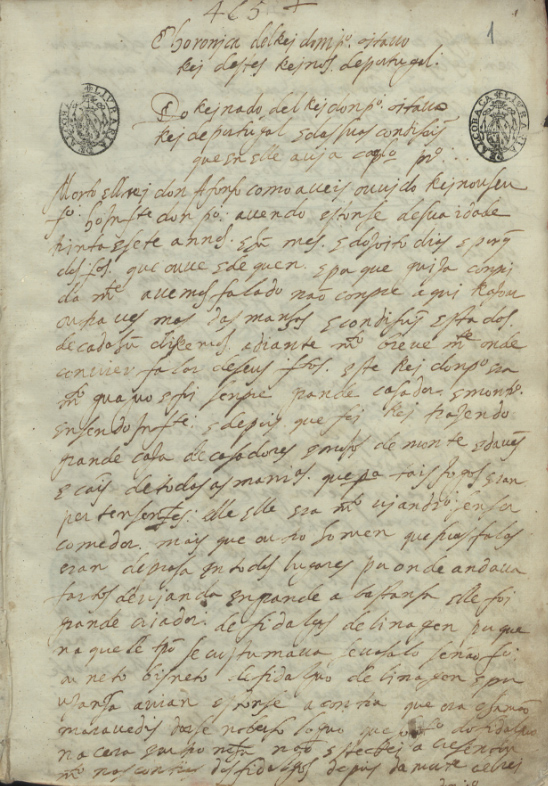
Primera pàgina d'una còpia manuscrita de les Cròniques de D. Pere I i D. Ferran

El seu compromís més important era amb la veritat, tot i que en certs moments no pot evadir cometre errors que en va percebre en altres. Deia que els afectes mundans (mundanal afeiçom, una àmplia categoria en què incloïa les predisposicions i condicionaments psicològics, socials i polítics de l'ésser humà) duien els historiadors a deixar visions parcials i errònies de la història. Assumí la tasca de remeiar-ho, així com d'esmenar la freqüent confusió entre les variades fonts amb la pretensió de deixar la versió veritable, neta i definitiva dels fets, per això la seua obra esdevé canònica. El compromís amb la «veritat nua», però, hagué de relativitzar-lo en alguns moments. Creà un discurs hegemònic, en bona part compromés amb el sistema, del qual sorgeix com un influent quasi jutge. Era un alt oficial del regne i s'esperava que creàs la narrativa històrica exaltant els fets reials, com era costum, però tals lloances, tradicionalment prolixes en les cròniques anteriors, en la seua obra són molt escasses, perquè les considera distraccions retòriques alienes a la tasca del bon historiador, que ha de concentrar-se en l'essencial.
També reconeixia que aquelles lloançes eren sovint exagerades en el contingut i no sols en el llenguatge. Esmentà, per exemple, les mancances del mestre d'Avís, a qui li atribuí, una mica per atzar, el govern de l'estat, tot i que en molts passatges la seua apreciació del rei era simpàtica i fins compassiva, entenent-lo com una peça més, sempre presa i limitada en diversos sentits, en el gran engranatge del destí, com tots els éssers humans. Teresa Amado apunta una interpretació vívida de la seua construcció del personatge reial i la seua visió del paper de l'historiador:
| « | As numerosas situações em que se revela a sua pusilanimidade, o seu calculismo, a sua falta de eficácia na guerra e de capacidade de decisão nas ocasiões de crise, a sua displicência mal disfarçada ante os pequenos, não se incluem na história dos 'grandes feitos' nem das 'grandes virtudes'. São marcos da construção duma personagem que se vai fazendo através da escrita inquieta de Fernão Lopes, e que inclui vários outros, a completar-lhe a verossimilhança realista, como a inteireza da amizade, a camaradagem afetuosa, a pertinácia perante os desaires, a prodigalidade na distribuição das mercês. O próprio discurso do narrador passa da admiração ao enternecimento, deste à ironia, ou à censura. Em 'grandes feitos' e 'grandes virtudes', é mesmo pouco abundante a figura que dá o título à crônica [refere-se à de D. João I], em relação à qual o cronista orientou toda a preocupação de verdade para a multiplicação das características psicológicas dum homem absolutamente mediano, às vezes quase medíocre, a que o texto consegue dar uma presença extremamente real. […] D. João terá sido depois um bom rei, mas o herói da guerra é o Condestável, tal como o herói do levantamento popular é o povo de Lisboa. O Mestre de Avis percorre esse período agitado cumprindo as funções que lhe são confiadas, com alguma dignidade, bastante cuidado em não se arriscar em demasia, e sobretudo com o grande mérito de ter sabido escolher os seus auxiliares mais próximos, João das Regras e Nun'Álvares, nomeadamente. No entanto, se a grandeza não caracteriza a personagem de D. João I na Crônica, nenhuma outra é nela mais viva nem mais verdadeira, gozando de uma relação absolutamente privilegiada com o autor, que tanto absorbe o sentimento popular pelo rei que era 'tam amado do povo', como o analisa com o seu sólido bom-senso e a sua lucidez plebeia. | Les nombroses situacions en què es revela la seua manca de valor, la seua ment calculadora, la falta d'eficàcia en la guerra i de capacitat de decisió en les situacions de crisi, la displicència mal dissimulada amb els subalterns, no s'inclouen en la història dels «grans fets» ni de les «grans virtuts». Són marques de la construcció d'un personatge que es va realitzant amb l'escriptura inquieta de Fernão Lopes i que n'inclou molts altres que completen tant la versemblança realista com l'enteresa de l'amistat, la companyonia afectuosa, la perseverança davant els fracassos, la profusió en la distribució de mercés. El discurs del narrador passa de l'admiració a la tendresa, d'aquest a la ironia o a la censura. En «grans fets» i «grans virtuts», és poc important la figura que dona títolo a la crònica [la de Joan I], en relació amb la qual el cronista dirigí tota la preocupació de veritat a la multiplicitat de les característiques psicològiques d'un home totalment normal, a voltes quasi mediocre, a qui el text dona una presència extremament real. […] Joan I haurà estat després un bon rei, però l'heroi de la guerra és el conestable, així com l'heroi de l'alçament popular és el poble de Lisboa. El mestre d'Avís recorre aquest període convuls complint les funcions que li han confiat, amb certa dignitat, prou de cura a no arriscar-se massa i, sobretot, amb el gran mèrit d'haver sabut triar els seus ajudants més propers, João das Reglas i Nun'Álvares, per ser més exacta. Si la «grandesa» no caracteritza el personatge de Joan I en la crònica, cap altra hi és més viva ni més «vertadera», i gaudeix d'una relació absolutament privilegiada amb l'autor, que tant s'amara del sentiment popular pel rei que era «tan estimat pel poble», com ho analitza amb el seu sòlid sentit comú i la seua lucidesa plebea. | » |

També hi ha passatges en què descriu el codi d'ètica ideal de cavallers i cortesans, aprofitant per a fer una crítica als vicis de la noblesa, assenyalant-ne la vanitat, enveja, avarícia i gola. La seua descripció de la història estava tenyida, també, d'un clar partidisme polític i social i d'un propòsit moralitzador. Com observa Teresa Amado, el seu «fracàs» essencial a l'hora d'establir una narrativa «veritable» i la contradicció existent entre la seua teoria i la seua pràctica, pot comprovar-se observant allò que els documents poden testificar sens dubte i la narrativa que deixà: «Si seleccionàssem els fets comprovables, no tindríem la crònica, sinó una curta llista de noms, dates, parentius, alguns fets públics». Justament perquè era com els altres, va sucumbir als desviaments inevitables provocats pels «afectes mundans», encara que insistí sovint en la seua pròpia independència.
Tot i la parcialitat inevitable en qualsevol historiador, de la qual tant pretenia —sense èxit— estar exempt, en la seua obra assoleix un control molt major sobre les variables que el dels seus antecessors, i això és una gesta historiogràfica i un gran avanç en termes de metodologia i credibilitat. Per a Alessandra Moreira Magalhãés, Fernão Lopes és testimoni «d'un període de transició política i d'afirmació de la nacionalitat, i sap, com ningú, dur-ho fins a l'actualitat i posar-nos al davant els esdeveniments que provocaren innombrables transformacions socials a Portugal i al món. […] No importa tant si la paraula de Fernão Lopes és històrica o literària, importa que va romandre. De llavors ençà es forja la idea d'una nacionalitat, d'una identitat col·lectiva "realment portuguesa"». Per a Teresa Amado les seues cròniques "són atípiques per la novetat que exhibeixen de cara a l'evolució que les precedeix i pel talent, intel·ligència i subtilesa de la comprensió que no es van produir en els cronistes que se li seguiren".

### Mètode
Fernão Lopes comprén que l'afecte és inherent a la condició humana i que escapa al control de la raó. Així, considera que les passions i certes influències i predisposicions psicològiques i socials del narrador modifiquen el seu relat, i això comporta una dificultat d'arribar a la veritat. D'ací, la necessitat del cronista historiador de controlar els «afectes mundans» per tal de garantir l'autonomia del discurs històric, separant els desigs i interessos particulars. Així, considera que els atributs del cronista han de ser la independència i l'autoritat.
Fins i tot inferint que els «afectes mundans» afecten totes les persones, Fernão Lopes pensa que aquests canvien segons els grups socials en distints nivells de subjectivitat. Així, analitza els «afectes mundans» en dos grups: els d'ordre senyorial, més propers al rei; i els més allunyats de l'ordre senyorial i del rei. En el primer grup, es caracteritzarien pels valors tradicionals propis del servilisme al rei i del panegíric, que confereixen parcialitat i artificialitat que podrien comportar un falsejament de la realitat. Quant als individus del segon grup (els més allunyats del rei), serien els portadors de la «veritat nua», ja que els seus «afectes mundans» correspondrien als llaços afectius i passions naturals humanes i, per tant, desconnectats de les cerimònies del servilisme. Fernão Lopes, però, comprèn que al discurs li cal un tractament adequat a la veritat textual conferida pel cronista per la seua autoritat, distanciament i independència.
Així, Fernão Lopes com a cronista es preocupava per una construcció textual compromesa amb la «veritat nua». Per a això, establí una metodologia d'escriptura de la història en què controlava la subjectivitat dels «afectes mundans» —amb la seua autoritat, distanciament i independència— esporgant la retòrica tradicional basada en l'estil laudatori (discursos d'enaltiment del monarca) per «ordenar les històries» conservant l'espai d'autonomia del discurs històric. Així, Fernão Lopes no sols ordenava les «històries» cronològicament, també creava una jerarquia explicativa per als fets: cercava un equilibri entre el discurs pròpiament històric i el panegíric. Tot i que el cronista necessitava emprar el discurs panegíric, ell ho feia només per complir una necessitat formal (decòrum), optant per una lloa breu per no comprometre la seua obligació de mostrar la «veritat nua».
El seu projecte històric era innovador també perquè va reconéixer que la «versió oficial» sempre era una creació arbitrària, una ficció construïda sobre fets. En acceptar la incertesa com un element integral de la tradició historiogràfica —no per estar-hi d'acord, sinó perquè volia suprimir-la— i perquè s'atorga el dret de qüestionar i corregir aquesta tradició i, fins i tot, de criticar els poderosos —una gran gosadia en l'època— obri camí a Portugal a un mètode més científic de tractament històric. Amado afegeix: «La part més important de la seua concepció del treball de l'historiador no és la relacionada amb la recerca prèvia [...], per molt original per a l'època i indispensable que en siga; és la pràctica, constant en tota la seua crònica, de la història com una escriptura».